# 克魯莫夫格勒

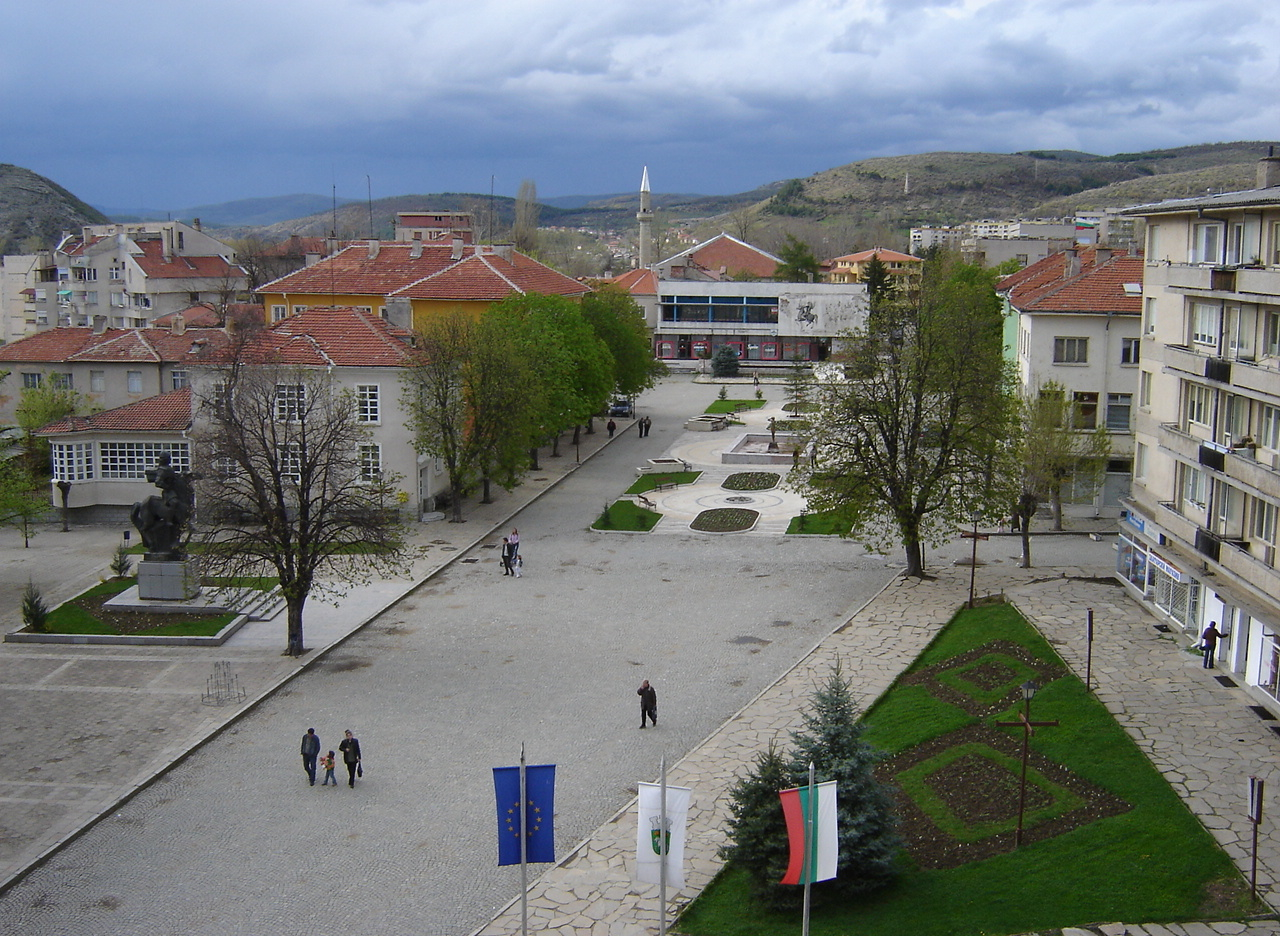

克魯莫夫格勒是保加利亞的城鎮，位於該國南部，距離首府克爾賈利50公里，毗鄰與希臘接壤的邊境，由克爾賈利州負責管轄，面積5.14平方公里，海拔高度209米，2005年人口8,690，居民主要信奉伊斯蘭教。

## 外部連結
- Informative web site about Krumovgrad